# Вечернее шоу Джонни Карсона

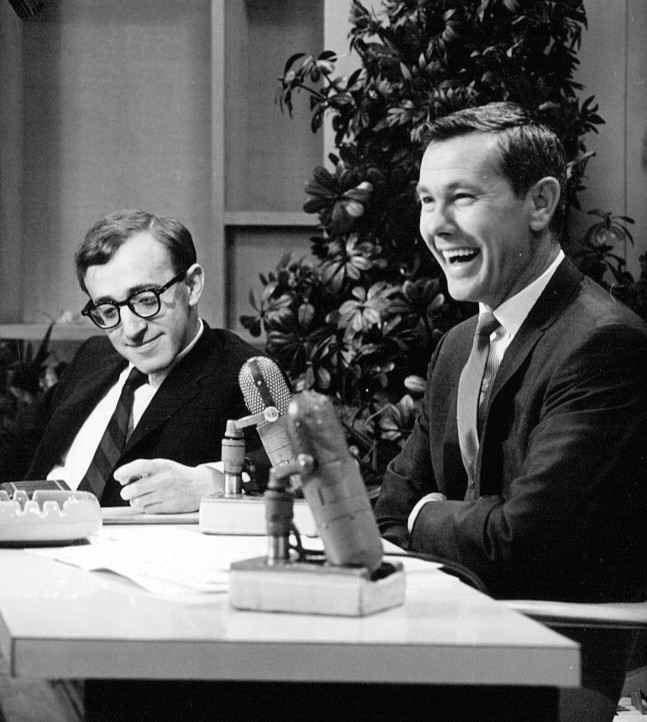
Джонни Карсон (справа) с Вуди Алленом в качестве гостя, 1964 год.

«Вечернее шоу Джонни Карсона» (англ. The Tonight Show Starring Johnny Carson) — американское ночное ток-шоу, которое вёл Джонни Карсон в рамках франшизы The Tonight Show. Оно транслировалось на канале NBC с 1 октября 1962 года по 22 мая 1992 года.
Первоначально шоу базировалось на Рокфеллер Плаза 30 в Нью-Йорке, а некоторые эпизоды записывались в студиях NBC на западном побережье в Бербанке, Калифорния; 1 мая 1972 года шоу переехало в Бербанк в качестве основного места проведения и оставалось там (кроме мая 1973) до выхода Карсона на пенсию. В 2002 году Вечернее шоу Джонни Карсона занимало 12-е место в рейтинге TV Guide 50 величайших телешоу всех времен, а в 2013 году — 22-е место в их же списке 60 лучших сериалов.